# Qualibou
Qualibou (také: Soufrière Volcanic Center ) je kaldera o rozměrech 3,5 × 5 km na ostrově Svatá Lucie, která byla vytvořena asi před 32 až 39 tisíci lety. Tato erupce vytvořila Choiseul tuf, který pokrývá jihovýchodní část ostrova. 
Kaldera se nachází v Pitonech, přírodní rezervaci, ve které se nachází stejnojmenné hory, sopečná jádra, která byla pravděpodobně vytvořena dříve před 200 až 300 tisíci lety dlouho před vytvořením kaldery. Od té doby kalderu zaplnilo několik dalších vulkanických kopulí. Poslední explozivní výbuch v roce 1766 vyvrhl popel, který se nachází v široké oblasti. 
Uprostřed kaldery se nachází Sulphur Springs, které jsou stále aktivní geotermální oblastí. 
V letech 1990, 1999 a 2000 došlo k několika zemětřesením sopečného původu v mělkých hloubkách 6 kilometrů východně-jihovýchodně od kaldery.

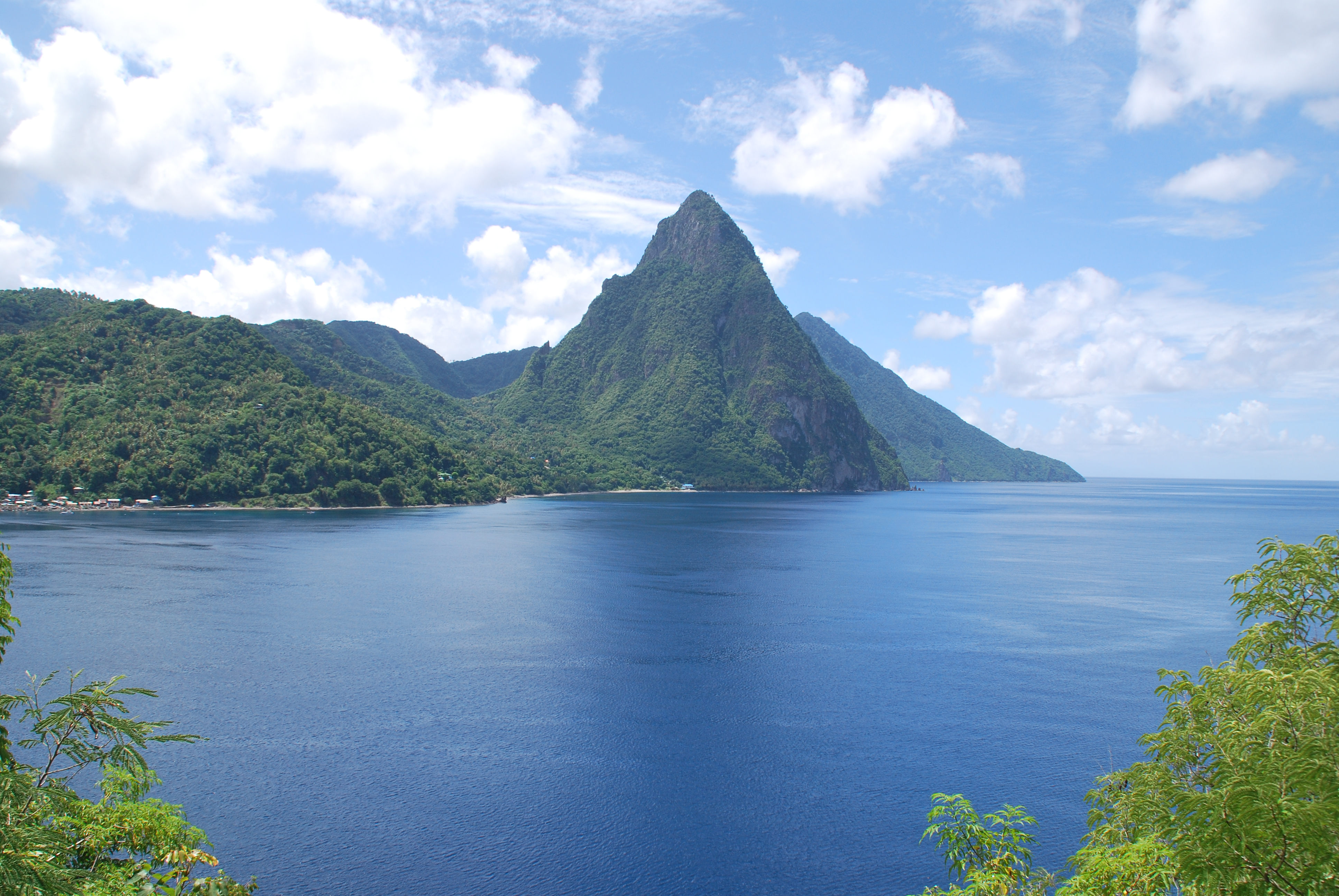
Petit Piton
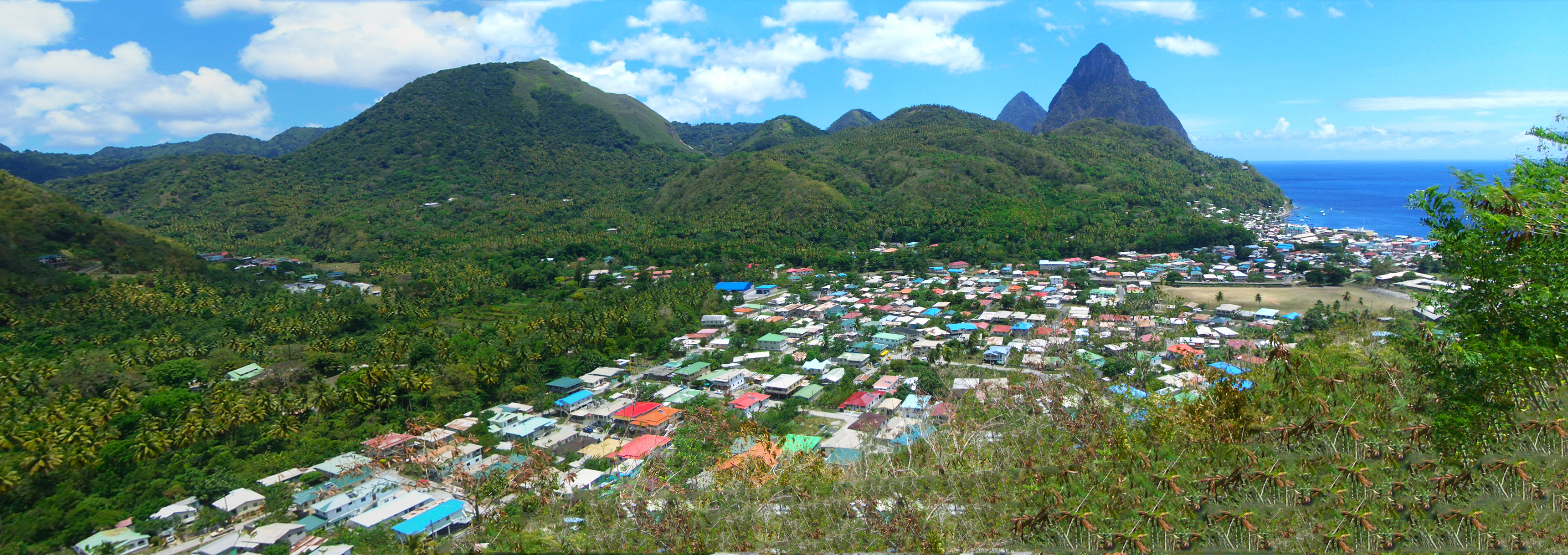
Soufriere a Pitons